# (17492) Hippasos
(17492) Hippasos ist ein Asteroid aus der Gruppe der Jupiter-Trojaner. Damit werden Asteroiden bezeichnet, die auf den Lagrange-Punkten auf der Bahn des Jupiter um die Sonne laufen.
(17492) Hippasos wurde am 10. Dezember 1991 vom deutschen Astronomen Freimut Börngen an der Thüringer Landessternwarte Tautenburg (IAU-Code 033) entdeckt. Er ist dem Lagrangepunkt L5 zugeordnet.
Der Asteroid ist nach dem mythologischen trojanischen Helden Hippasos benannt, einem Sohn des Königs Priamos.
Er unterstützte seinen Bruder Aeneas bei der Verteidigung Trojas.